# Бийо, Жан-Батист
Жан-Батист Бийо (фр. Jean-Baptiste Billot, 1828—1907) — французский генерал, военный министр Франции в 1882—1883 и 1896—1898 годах.

## Биография
Родился 15 августа 1828 года в Шомей (департамент Коррез).
Образование получил в Сен-Сирской военной школе. Выпущен в 1849 году младшим лейтенантом, служил на штабных должностях. В 1851 году произведён в лейтенанты и в 1854 году — в капитаны. В 1859 году награждён орденом Почётного легиона.
В 1861—1867 году находился в Мексике, где командовал эскадроном во французском экспедиционном корпусе, за отличие был награждён офицерским крестом ордена Почётного легиона.
По возвращении во Францию он был произведён в подполковники и назначен в Алжирские войска.
Во время франко-прусской войны 1870—1871 годов Бийо находился в армии маршала Базена, был начальником штаба у генерала Лавокупе и защищал Мец в сражениях при Борни и Нуасвиле. Он оказался одним из немногих старших офицеров французской армии, избежавшим капитуляции под Мецем.
Присоединившись к армии нового французского правительства он достаточно быстро получил чины полковника и бригадного генерала. Организовав 18-й армейский корпус он командовал им в сражении при Бон-ла-Ролан и был разбит Альвенслебеном и Фойгтс-Ретцем.
В 1871 году Бийо был избран депутатом парламента от департамента Коррез, с 1875 года был сенатором. Произведённый в 1878 году в дивизионные генералы, он получил в командование 1-й военный округ, а в следующем году — 15-й армейский корпус.
30 января 1882 года Бийо получил портфель военного министра в кабинете Фрейсине, но через год, 29 января 1883 года, был замещён генералом Тибоденом. В 1883 году назначен членом Высшего военного совета, а в следующем году — командиром 1-го армейского корпуса.
29 апреля 1896 года Бийо вторично стал военным министром Франции и находился на этой должности до 28 июня 1898 года, после чего оставил службу.
Скончался в Париже 31 мая 1907 года.
Награды
- Орден Почётного легиона:
  - большой крест (1896)
  - офицер (1867)
  - кавалер (1859)
- Воинская медаль (1897)
- Орден Короны Румынии